# Linus (imię)
Linus – imię męskie pochodzenia łacińskiego, starorzymskie, mitologiczne, nosił je syn Apollina i Terpsychory. Nie wyjaśniono znaczenia imienia.
W przeszłości uważano, że w Polsce nie występuje. W XXI wieku należy do imion rzadkich. W styczniu 2025 r. w rejestrze PESEL, wśród publicznie dostępnych danych dotyczących osób żyjących, wykazano 55 mężczyzn o imieniu Linus nadanym jako imię pierwsze oraz 43 – z imieniem Linus jako imieniem drugim.
Linus imieniny obchodzi 23 września.  Żeński odpowiednik: Lina.

## Imię Linus w innych językach[7]
- łacina – Linus
- angielski – Linus
- czeski – Linus
- francuski – Lin
- hiszpański – Lino
- niemieckl – Linus
- rosyjski – Lin
- słoweński – Lin
- włoski – Lino.

## Mężczyźni o imieniu Linus
- święty Linus – papież, pierwszy następca św. Piotra, zmarł prawdopodobnie w 79 roku,
- Linus Heidegger – austriacki panczenista, uczestnik igrzysk olimpijskich w 2018,
- Linus Pauling – chemik, dwukrotny laureat Nagrody Nobla,
- Linus Straßer – niemiecki narciarz alpejski,
- Linus Torvalds – informatyk, autor jądra Linux,
- Linus Yale – amerykański wynalazca,
- Linus Sebastian – kanadyjski youtuber technologiczny.